# Grande Prémio de Teatro da APE/Ministério da Cultura
O Grande Prémio de Teatro APE/Ministério da Cultura é um prémio literário instituído pela Associação Portuguesa de Escritores e patrocinado pelo Ministério da Cultura.

## Vencedores
- 1994 – Luiz Francisco Rebello com Todo o Amor é Amor de Perdição
- 1996 – José Jorge Letria com Noite de anões
- 1997 – Jaime Salazar Sampaio com Um homem dividido
- 1998 – Jaime Rocha com O Terceiro Andar
- 1999 – Mário de Carvalho com Se perguntarem por mim, não estou[2]
- 2000 – Maria Velho da Costa com Madame
- 2001 – Teresa Rita Lopes com Esse tal alguém